# Octomeris angulosa
Octomeris angulosa is een zeepokkensoort uit de familie van de Chthamalidae.